# Altair Airlines
Altair Airlines était une compagnie aérienne basée à Philadelphie. Il a été en service de 1967 à 1982. Selon son calendrier du 15 juin 1982, le nom Altair a été tiré de la première étoile de magnitude « Altairius » la plus brillante de la constellation « Aquila » (Aigle) d'où le symbole Blue Eagle de la compagnie aérienne a été dérivé.

## Histoire
La compagnie aérienne a été créée en 1967 en tant que compagnie de transport aérien de banlieue exploitant de petits avions jumeaux à piston. En 1967, l'actionnaire principal d'Altair était Tristram Colket et comptait 587 employés. En mai 1970, Altair Airlines a été signalée par le Civil Aeronautics Board comme le taux de choc le plus élevé. À la fin des années 1970, Altair avait introduit des turbopropulseurs Nord 262 dans sa flotte en plus des turbopropulseurs de banlieue Beechcraft 99. 
Altair a tenté d'atteindre une rentabilité soutenue en retirant ses avions turbopropulseurs et en élargissant ses services passagers réguliers vers de nouvelles destinations le long de la côte est des États-Unis, parallèlement à l'introduction d'une petite flotte de Fokker F28 Fellowship et McDonnell Douglas DC-9-30 biréacteurs; cependant, le revenu n'a jamais été en mesure de dépasser les dettes contractées. En novembre 1982, Altair devait plus d'un million de dollars en coûts de carburéacteur à Gulf Oil Corporation qui, après une longue période de négociations, exigeait un paiement immédiat. Altair n'avait guère d'autre choix que de demander une protection juridique. En 1982, Altair a déclaré faillite en raison de ses nombreuses dettes. Son dernier président était Henry P. Hill. Beaucoup d'employés dévoués d'Altair ont trouvé un emploi dans d'autres compagnies aériennes avec des installations à l'aéroport international de Philadelphie (PHL).

## Sources
- (en) Cet article est partiellement ou en totalité issu de l’article de Wikipédia en anglais intitulé « Altair Airlines » (voir la liste des auteurs).